# Nomia rubroviridis
Nomia rubroviridis is een vliesvleugelig insect uit de familie Halictidae. De wetenschappelijke naam van de soort is voor het eerst geldig gepubliceerd in 1905 door Cockerell.